# Mark Z. Danielewski
Mark Z. Danielewski (n. Nueva York, 5 de marzo de 1966) es un escritor estadounidense que se dio a conocer con su novela debut La casa de hojas (2000). La obra de Danielewski se caracteriza por su estructura formal experimental (narración a diferentes niveles, variaciones tipográficas, empleo de la distribución del texto sobre el papel como recurso narrativo, etc.) en un estilo conocido como escritura visual o literatura ergódica.

## Trayectoria
Danielewski nació en la Ciudad de Nueva York, en el estado del mismo nombre, hijo del director de cine de vanguardia Tad Danielewski y hermano de la cantante Annie Decatur Danielewski, conocida como Poe.
Danielewski estudió literatura inglesa en la Universidad de Yale. Después se trasladó a Berkeley, California, donde cursó estudios de latín en un programa de verano en la Universidad de California. También vivió durante un tiempo en París.
A principios de los años noventa cursó estudios en la Escuela de Artes Cinematográficas de la Universidad del Sur de California, en Los Ángeles. Más tarde trabajo como editor asistente en Derrida, una película basada en la vida del filósofo y crítico literario francés Jacques Derrida.
La novela debut de Danielewski, La casa de hojas, adquirió una considerable fama como novela de culto y se alzó con numerosos premios, incluyendo el New York Public Library's Young Lions Fiction Award. En 2006 vio la luz su segunda novela larga, Only Revolutions, que a pesar de haber recibido críticas menos favorables, fue seleccionada como finalista del Premio Nacional del Libro de 2006. Antes de eso, se publicó en Ámsterdam, en una pequeña tirada, La espada de los cincuenta años, un relato fantástico que tuvo posteriormente su edición oficial en Estados Unidos (2012) y en el Reino Unido (2013). En octubre de 2014 se publicó la primera traducción al castellano también a través de Alpha Decay y Pálido Fuego, las dos mismas editoriales que se encargaron de la publicación de La casa de hojas.
El 15 de septiembre de 2010 se anunció una nueva saga de novelas de Danielewski, titulada The Familiar.

## Libros
- 2000: La casa de hojas (Alpha Decay-Pálido Fuego, 2013)
- 2000: The Whalestoe Letters (novela epistolar cuyo contenido aparece en una edición posterior de La casa de hojas en forma de apéndice).
- 2005: La espada de los cincuenta años (Alpha Decay-Pálido Fuego, 2014) (novela corta).
- 2006: Only Revolutions
- 2015: The Familiar, Volume 1: One Rainy Day in May
- 2015: The Familiar, Volume 2: Into the Forest
- 2016: The Familiar, Volume 3: Honeysuckle & Pain
- 2017: The Familiar, Volume 4: Hades
- 2017: The Familiar, Volume 5: Redwood
- 2019: The Little Blue Kite